# Nemoleon notatus
Nemoleon notatus är en insektsart som först beskrevs av Jules Pièrre Rambur 1842.  Nemoleon notatus ingår i släktet Nemoleon och familjen myrlejonsländor. Inga underarter finns listade i Catalogue of Life.